# Henri Friedlaender
Henri Friedlaender (* 15. März 1904 in Lyon; † 15. November 1996 in Jerusalem) war Buchgestalter und Typograf.

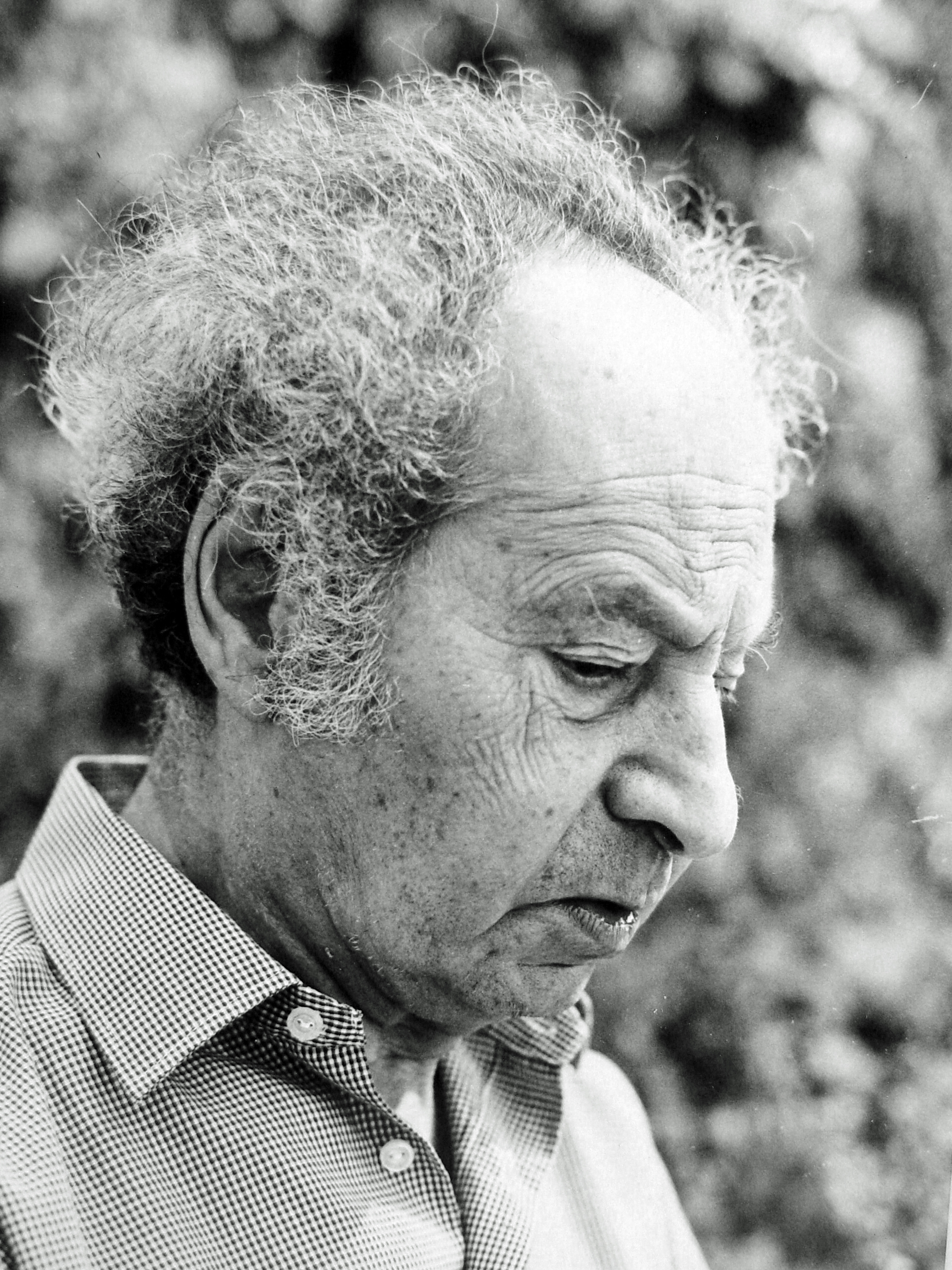
Henri Friedlaender, ~1975

## Leben
Henri Friedlaenders Mutter war Engländerin, sein Vater Deutscher. Als er sechs wurde, zog die Familie nach Berlin, wo er das Mommsen-Gymnasium besuchte. Anschließend begann er eine zweijährige Lehre des graphischen Handwerks bei Willi Simon und beschäftigte sich danach mit Bürodienst bei der Deutschen Chalcographie. Nebenbei lernte er im Selbststudium Schriftschreiben in der Bibliothek des Kunstgewerbemuseums. Im Herbst 1925 zog er nach Leipzig, wo er die Akademie besuchte und auch die Meisterprüfung (Handsatz) absolvierte. Er arbeitete in den Jahren danach als Handsetzer bei Teubner und bei Wirth in Dresden, als Werksetzer bei Jakob Hegner in Hellerau (wo er viel vom Faktor Max Malte Mueller lernte) und für die Hausdruckerei von Klingspor unter Max Dorn. In dieser Zeit arbeitete er mit und für Rudolf Koch. Im Anschluss daran wurde er typographischer Entwerfer bei Hartung in Hamburg und danach Akzidenzfaktor und Disponent bei Haag-Drugulin in Leipzig unter Ernst Kellner. Seine Aufgabe bestand in der Betreuung der „anspruchsvollen Kunden“ u. a. beim Insel Verlag und der orientalischen Abteilung u. a. beim Schocken Verlag.
Friedländer verließ Deutschland 1932 mit dem Aufziehen der Naziherrschaft und zog bis 1950 nach Holland. In Holland wurde er Künstlerischer Leiter der Druckerei Mounton & Co. in Haag, wo er typographische Arbeiten und Schriftgestaltungen mit deutschem Einfluss schuf, den er auch weiter in seiner Arbeitsstätte lehrte. Er druckte auch ein Fachbuch und Fachblätter, um sein Fachwissen zu verbreiten. Während der Besatzungsjahre zwischen 1940 und 1945 musste Friedlaender diese Tätigkeit unterbrechen, druckte aber weiterhin heimlich Schriftblätter und Drucke (u. a. Pulvis Viarum, eine kleine Reihe). Die Wahl der Texte erläutert seine Einstellung: Es handelte sich nicht um Streitschriften, sondern um von ihm selbst übersetzte Bibelfragmente wie auch u. a. einen Text Martin Bubers.

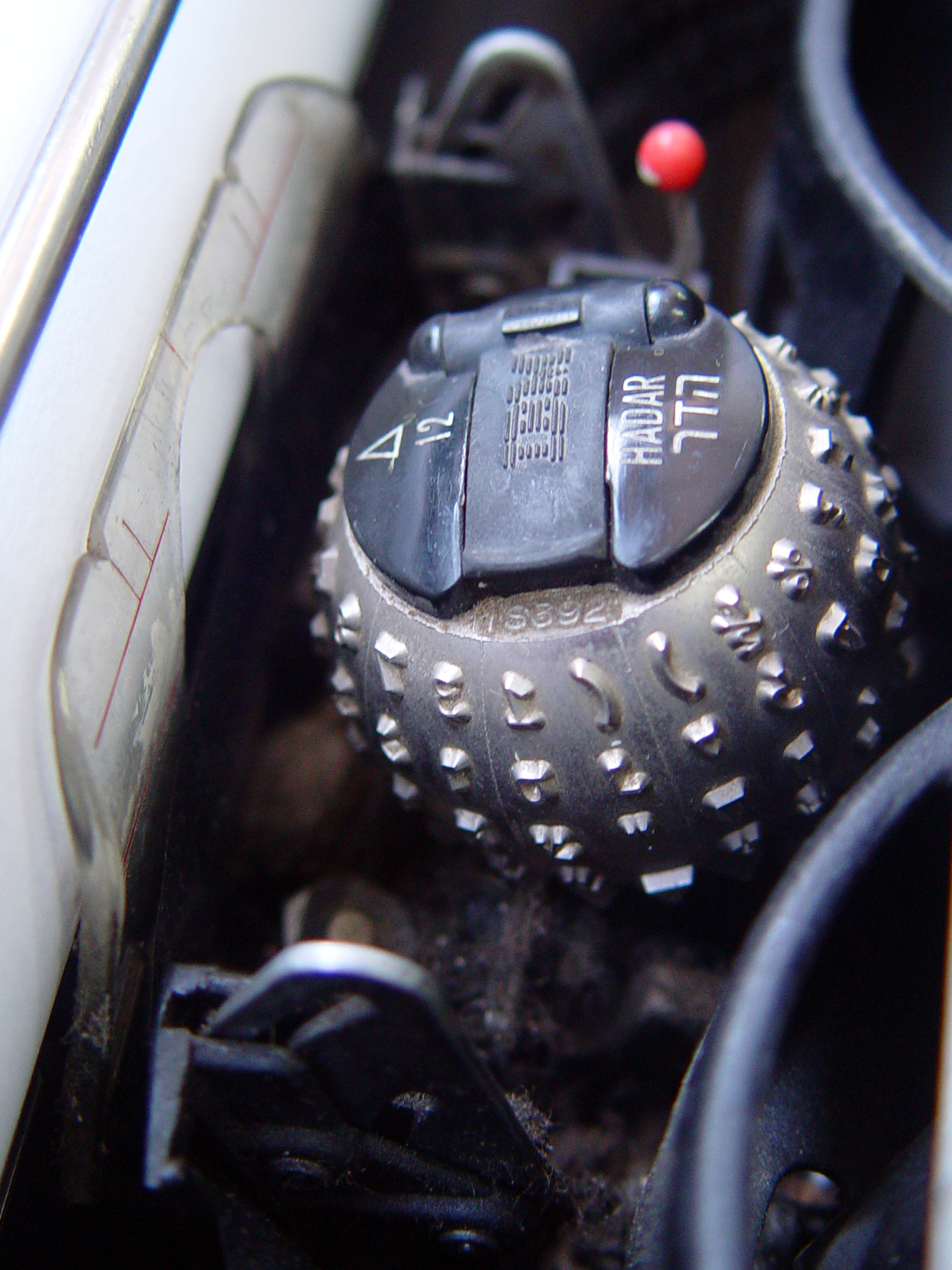
Dualer lateinisch-hebräischer Schreibmaschinenkugelkopf IBM Selectric II Hadar, designt von Friedlaender

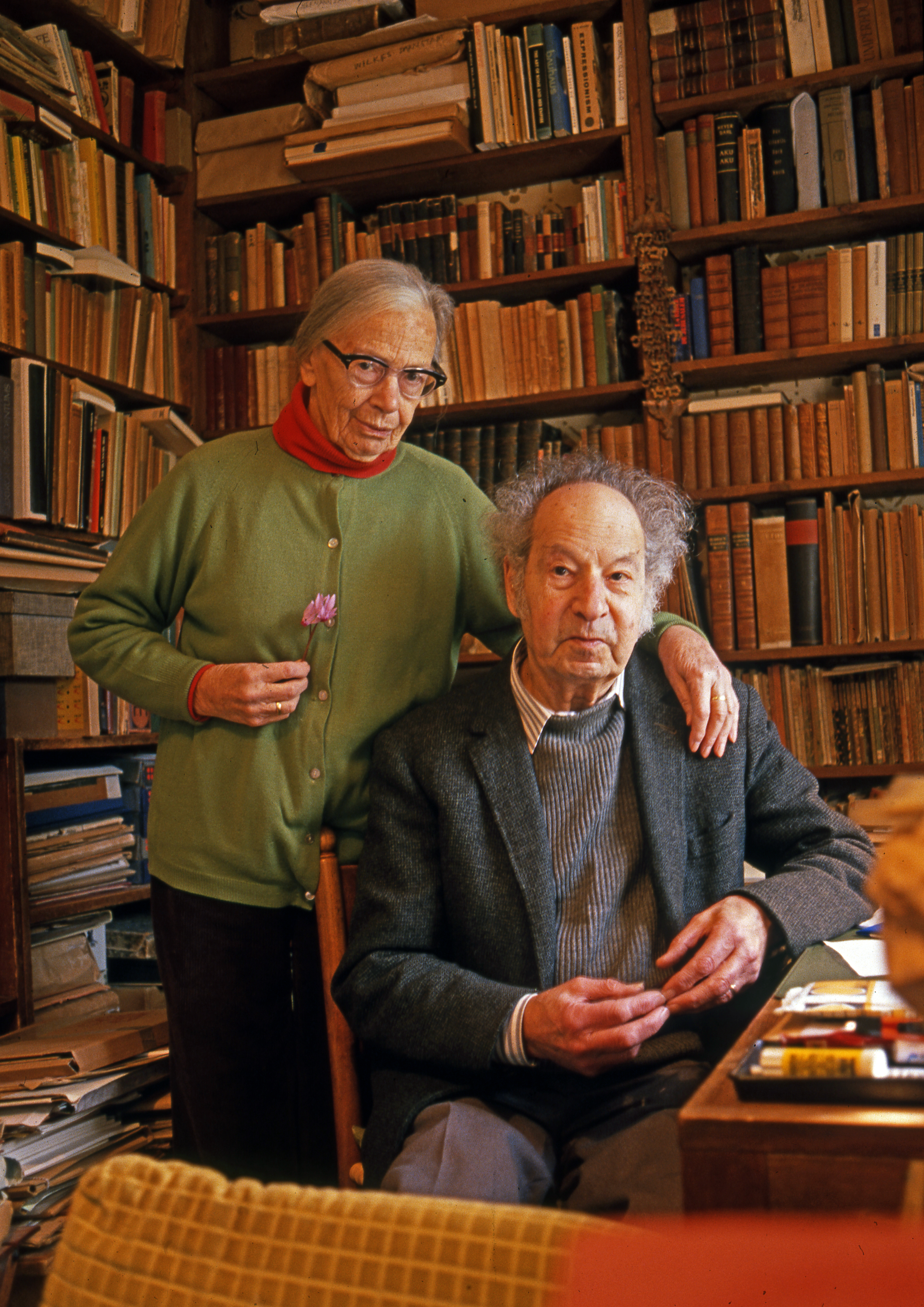
Henri Friedlaender mit Ehefrau Maria in seinem Arbeitszimmer in Motza Illit, Israel (1989)

1950 übernahm er die Leitung und den Aufbau der Hadassah-Druckereifachschule (Hadassah Apprentice School of Printing) in Jerusalem. 1970 verließ er die Schule, widmete seine Arbeit wieder der Buchgestaltung und gab weiterhin Unterricht an verschiedenen Schulen (u. a. an der Bezalel Kunstakademie in Jerusalem).
Friedlaenders Ehefrau Maria war die Tochter des Mediziners Christian Bruhn und Schwester des Verlegers Max Bruhn.

## Schriften (Auswahl)
- Bücher und Broschüren: Typographisch ABC (1939, holländisch)
- Über Buchstaben und Ziffern (1960, hebräisch)
- Formen des Buches (1962, hebräisch)
- Farbenlehre für Drucker (hebräisch)
- Modern Hebrew Lettering. In: A Quarterly Review of the Arts and Sciences in Israel. Nr. 4 (Winter 1962)
- Die Entstehung meiner Hadassah-Hebräisch. Auflage für die Mitglieder des Bundes deutscher Buchkünstler. Kurt Christians und Richard von Sichowsky, Hamburg 1967

## Ausstellungen und Preise
- Silberne Medaillen: Weltausstellung Paris 1937
- Triennale in Mailand 1954
- Internationale Buchkunst Ausstellung in Leipzig 1959
- Buchpreis (Duwaer-Prijs) der Stadt Amsterdam 1950
- Gutenbergpreis 1971 („eine Weichenstellung für die Internationalität des Preises“)